# Kustavi
Kustavi [ˈkustɑvi] (schwedisch: Gustavs) ist eine Gemeinde im Schärenmeer vor der Küste Südwestfinnlands mit etwa 950 Einwohnern. Sie liegt in der Landschaft Varsinais-Suomi knapp 30 Kilometer vor Uusikaupunki. Die Entfernung nach Turku beträgt rund 50 Kilometer. Insgesamt umfasst das Gebiet von Kustavi über 2000 Schären und Klippen. Unter Ausschluss der Meeresgebiete hat Kustavi eine Fläche von 166,4 Quadratkilometern, wovon 1,8 Quadratkilometer Binnengewässer sind. Mit dem östlich gelegenen Festland und der Gemeinde Taivassalo ist Kustavi durch eine 1982 fertiggestellte Brücke verbunden. Zur See hin grenzt Kustavi an die ebenfalls auf Schären gelegenen Gemeinden Pargas und Brändö. Letztere gehört bereits zur autonomen Region Åland.
Während der südliche Teil der Schärengegend und das westlich angrenzende Åland schwedischsprachig sind, ist Kustavi einsprachig finnischsprachig. Seinen Namen erhielt Kustavi nach dem schwedischen König Gustav III., auf dessen Veranlassung die Kirche von Kustavi 1783 errichtet wurde.

## Ortschaften
Zu der Gemeinde gehören die Orte Anavainen, Boda, Böle, Elmnäs, Etelä-Vartsala, Friisilä, Grönvik, Idula, Iso Koiluoto, Isoluoto, Iso-Rahi, Kaurissalo, Kevoi, Kiparluoto, Kivimaa, Koilsuu, Koivula, Kunnarainen, Laupunen, Lypertö, Långstjert, Parattula, Pleikilä, Pohjois-Vartsala, Rahikorpi, Ruola, Ruoni, Salminiittu, Siusluoto, Vähä-Rahi und Västerby.

## Söhne und Töchter
- Hagar Olsson (1893–1978), Literaturkritikerin, Übersetzerin und Schriftstellerin
- Volter Kilpi (1874–1839), Autor